# 留吁
留吁，春秋时期赤狄部落的一支。又称纯留，或作畱吁，在今山西省屯留县南十二里古城村。
留吁开始在今山西长子县、屯留县一带。留吁等赤狄部落以曾附属于潞氏。东部为赤狄潞氏、铎辰等部的居牧区。不断与晋国发生冲突，称雄华夏诸侯。周定王十三年（前594年），晋败赤狄诸部于曲梁（今河北省鸡泽县），灭潞氏，赤狄衰落，诸部分散。周定王十四年（前593年），晋国士会帥師击灭留吁，部众被献与周王，居地并入晋国。战国时又称屯留，曾为晋国国君所居。西汉置屯留县。